# Miguel Araujo
Pour les articles homonymes, voir Araújo (homonymie).
Miguel Araujo, né le 24 octobre 1994 dans le district de Villa María del Triunfo (en) à Lima, est un footballeur international péruvien. Il joue au poste de défenseur central au Sporting Cristal.

## Biographie

### En club
Formé au Cobresol FBC, Miguel Araujo y fait ses débuts en 1re division le 5 novembre 2011 face à l'Universidad César Vallejo (défaite 0-1). L'année suivante, il rejoint le Sport Huancayo où il dispute un match de la Copa Libertadores 2012. Il est transféré en 2013 à l'Étoile rouge de Belgrade où il remporte le championnat de Serbie en 2014. 
Revenu au Pérou, Araujo signe à l'Alianza Lima en août 2014. Il y est sacré champion du Pérou en 2017 en plus de disputer deux éditions de la Copa Libertadores en 2015 et 2018 (sept matchs en tout). Prêté au CA Talleres en Argentine, il dispute avec ce club un match de la Copa Libertadores 2019.
En 2019, Araujo s'envole pour les Pays-Bas où il s'enrôle pour le FC Emmen. Il y remporte notamment la deuxième division néerlandaise (Eerste Divisie) en 2022. Il poursuit ensuite sa carrière en Major League Soccer en signant le 30 juin 2023 aux Timbers de Portland. Il y signe un contrat de deux ans et demi.

### En équipe nationale
Araujo joue en équipe de jeunes avec les U17 et participe au championnat sud-américain des moins de 17 ans en 2011 (trois matchs joués). Avec les U20, il participe au championnat sud-américain des moins de 20 ans en 2013. Lors de cette compétition, il joue cinq matchs, inscrivant un but contre le Paraguay.
Il reçoit sa première sélection en équipe du Pérou le 18 novembre 2014, en amical contre le Paraguay (victoire 2-1). Disputant quatre rencontres dans le cadre des éliminatoires du mondial 2018, il est retenu en juin 2018 par le sélectionneur Ricardo Gareca afin de participer à la phase finale de la Coupe du monde organisée en Russie. Lors de cette compétition, il reste sur le banc des remplaçants et ne joue aucun match. 
Il dispute par la suite deux éditions de la Copa América en 2019 et 2021 (toutes les deux au Brésil) atteignant notamment la finale lors du premier tournoi.

### Engagement politique
Il appelle à voter pour la candidate d’extrême droite Keiko Fujimori lors de l'élection présidentielle péruvienne de 2021.

## Statistiques

### En sélection nationale
| Saison                | Sélection             | Phases finales        | Phases finales | Phases finales | Phases finales | Éliminatoires CDM | Éliminatoires CDM | Éliminatoires CDM | Matchs amicaux | Matchs amicaux | Matchs amicaux | Total | Total | Total |
| Saison                | Sélection             | Compétition           | M              | B              | Pd             | M                 | B                 | Pd                | M              | B              | Pd             | M     | B     | Pd    |
| --------------------- | --------------------- | --------------------- | -------------- | -------------- | -------------- | ----------------- | ----------------- | ----------------- | -------------- | -------------- | -------------- | ----- | ----- | ----- |
| 2012-2013             | Pérou                 | -                     | -              | -              | -              | -                 | -                 | -                 | 0              | 0              | 0              | 0     | 0     | 0     |
| 2014-2015             | Pérou                 | Copa América 2015     | -              | -              | -              | -                 | -                 | -                 | 1              | 0              | 0              | 1     | 0     | 0     |
| 2016-2017             | Pérou                 | -                     | -              | -              | -              | 2                 | 0                 | 0                 | 1              | 0              | 0              | 3     | 0     | 0     |
| 2017-2018             | Pérou                 | Coupe du monde 2018   | 0              | 0              | 0              | 2                 | 0                 | 0                 | 2              | 0              | 0              | 4     | 0     | 0     |
| 2018-2019             | Pérou                 | Copa América 2019     | 2              | 0              | 0              | -                 | -                 | -                 | 7              | 0              | 0              | 9     | 0     | 0     |
| 2020-2021             | Pérou                 | Copa América 2021 4e  | 2              | 0              | 0              | 2                 | 0                 | 0                 | -              | -              | -              | 4     | 0     | 0     |
| 2021-2022             | Pérou                 |                       | -              | -              | -              | 1                 | 0                 | 0                 | 0              | 0              | 0              | 1     | 0     | 0     |
| 2022-2023             | Pérou                 |                       | -              | -              | -              | -                 | -                 | -                 | 6              | 0              | 0              | 6     | 0     | 0     |
| 2023-2024             | Pérou                 | Copa América 2024     | 2              | 0              | 0              | 1                 | 0                 | 0                 | 3              | 0              | 0              | 6     | 0     | 0     |
| 2024-2025             | Pérou                 | -                     | -              | -              | -              | 6                 | 1                 | 0                 | -              | -              | -              | 6     | 1     | 0     |
| Total sur la carrière | Total sur la carrière | Total sur la carrière | 6              | 0              | 0              | 14                | 1                 | 0                 | 20             | 0              | 0              | 40    | 1     | 0     |

## Palmarès

### En club
| Étoile rouge de Belgrade - Championnat de Serbie (1) : - Champion : 2014. |  | Alianza Lima - Championnat du Pérou (1) : - Champion : 2017. - Vice-champion : 2018. |  | FC Emmen - Eerste Divisie (1) : - Champion : 2022. |

### En équipe nationale
Pérou
- Copa América :
  - Finaliste : 2019.